# Semela
Semela (grč. Σεμέλη, Semélê) u grčkoj mitologiji smrtnica je, Kadmejova je i Harmonijina kći, Dionizova majka sa Zeusom.

## Etimologija
Semelino ime, kao i mnogo ostalih u dionizijevskom kultu, nije grčkog porijekla, nego vjerojatno tračko-frigijskog. Mit o Semelinu ocu Kadmeju daje mu feničko porijeklo.

## Mitologija

### Dioniz
Semela je bila Zeusova svećenica. Jednog ju je dana Zeus promatrao kad je žrtvovala bika na njegovu oltaru, a potom plivala u rijeci Azop da bi se očistila od krvi. Preletio je preko rijeke u obličju orla te se u nj zaljubio, a poslije ju je tajno posjetio.
Zeusova žena Hera bila je ljubomorna, ali prijevaru je otkrila tek kad je Semela zatrudnjela. Isprva se pravila da želi prijateljevati sa Semelom te joj se ona povjerila da je djetetov otac zapravo Zeus. Hera se pravila da joj ne vjeruje i usadila sjeme sumnje u Semelin um. Znatiželjna je Semela zahtijevala od Zeusa da joj se otkrije i pokaže u pravom obličju, u svoj svojoj slavi, da bi dokazao svoje božanstvo. Premda ju je Zeus molio da ga to ne traži, ona je navaljivala te je pristao. Kad je to učinio, ona je na mjestu umrla, jer smrtnici ne mogu ugledati pravog Zeusa, a da ne umru u plamenu.
Zeus je ipak uspio spasiti nerođeno dijete postavivši ga u svoje bedro. Nekoliko mjeseci poslije rodio se Dioniz, bivajući tako dvostruko rođen. Kad je odrastao, Dioniz je spasio svoju majku iz Hada te je postala božica na Olimpu, imenom Tiona.

## Vanjske poveznice
- Semela u grčkoj mitologiji (engl.)